# Roland Deschain
Roland Deschain z Gileadu je hlavní postava fantasy série Temná věž od Stephena Kinga.
Je synem Stevena a Gabriely Deschainových. Od dětství prodělává se svými vrstevníky pistolnický výcvik. Když je Rolandovi čtrnáct let vyprovokuje ho čaroděj Marten k předčasné zkoušce mužnosti v očekávání, že chlapec selže a bude poslán do vyhnanství na západ. Roland však v souboji se svým učitelem Cortem nečekaně použije sokola jako zbraň a zvítězí. Stává se tak nejmladším pistolníkem. Aby dostal Rolanda z Martenova dosahu posílá jej jeho otec do přímořského panství Mejis. Do Mejisu jej doprovází dva přátelé a členové ka-tet, Cuthbert Allgood a Alain Johns. Hned po příjezdu se Roland seznámí se Susan Delgadovou, do níž se brzy zamiluje. Když se z nich stanou milenci, musí se vypořádat s tím, že Susan byla zaslíbena starostovi Thorinovi jako jeho klisnička. Navíc se ukazuje, že v Mejisu se schyluje k událostem, které ohrožují celý Středosvět. Svou roli v nich sehrála i čarodějnice Rhea z Cöosu. Mise mladých pistolníků končí tragicky, Susan je upálena. Po návratu z Mejisu se Rolandovo ka-tet zúčastní válek proti vojskům Johna Farsona. V rozhodující bitvě na kopci Jericho gileadské oddíly neodolají přesile barbarů ze zbytků Farsonovy armády. To znamená konec Gileadu, konec všeho. Přežije pouze Roland, poslední pistolník. Rolandovou posedlostí se stane dosažení Temné věže, neboť doufá, že tam je možné zastavit a snad i zvrátit stále rychlejší rozpad Středosvěta a pomalé odumírání Paprsků. Po sovkách let, na jedné ze svých cest k Temné věži, vytvoří nové ka-tet, jehož členy se stávají Eddie Dean, Susannah Holmesová-Deanová, Jake Chambers a brumlák Ochu.